# Liste der Monuments historiques in Aulnois
Die Liste der Monuments historiques in Aulnois führt die Monuments historiques in der französischen Gemeinde Aulnois auf.

## Liste der Objekte
| Bezeichnung                | Beschreibung                                           | Standort                     | Kennzeichnung | Schutzstatus | Datum | Bild |
| -------------------------- | ------------------------------------------------------ | ---------------------------- | ------------- | ------------ | ----- | ---- |
| Skulptur Paulus            | Kalkstein, 15. Jahrhundert                             | in der Kirche St-Paul (Lage) | PM88001223    | Inscrit      | 2008  |      |
| Skulptur Heilige Magdalena | Kalkstein, farbig gefasst, Anfang des 16. Jahrhunderts | in der Kirche St-Paul (Lage) | PM88000024    | Classé       | 1977  |      |